# Liga Regional Fútbol General Roca
La Liga Regional de Fútbol General Roca (LRFGR) es una de las ligas regionales de fútbol en Argentina. En ella participan clubes del Departamento General Roca, teniendo su sede en la ciudad de Huinca Renancó en la provincia de Córdoba. Es una de las más longevas de las 17 que componen la Confederación Cordobesa de Fútbol.
Juan José Puchetta es el presidente de la entidad. 
En la temporada 2025 participan de ella, 13 equipos en todas las categorías masculinas, mientras que 8 entidades lo hacen en la rama femenina, inaugurada en 2022.
El campeón vigente en el masculino es el Club Atlético Independiente de Ranqueles de Huinca Renancó  al adjudicarse el Torneo Apertura 2025 Hector José Luis "Tati" Repetto frente al Club Atlético Talleres de la misma ciudad por un global de 4-3,sumando su tercer título consecutivo y el séptimo en toda su historia.
Por su parte, en el femenino, defiende el título Club Deportivo Hureco, quien se alzó victorioso en el Torneo Apertura 2025 Transporte González (Jovita) tras vencer al Deportivo Moto Kart por un global de 6-2.

## Formato de disputa
Los 12 equipos se enfrentan todos contra todos en una fase inicial a partido único donde clasifican los primeros 8.
A partir de allí, se juega la ronda eliminatoria que arranca desde los cuartos de final. En dicha instancia, el 1° se enfrenta al 8°, el que terminó 2° ante el que salió 7°, el 3° al 6° y el 4° al 5° a partidos de ida y vuelta. Si en el global hay empate, en la ronda de cuartos pasaría el que terminó mejor en la primera fase, mientras que en semifinales se define por tanda de penales.
En la final también se enfrentan a ida y vuelta, aunque si en esos 2 enfrentamientos quedan empatados en el marcador global se juega un tercer partido a desempate en cancha neutral con localías que se definen por sorteo.

## Participantes
En la rama principal participan 13 selectivos, aunque en el último certamen participaron 11
| Equipo                                   | Localidad       |
| Club Deportivo Juventud Unida            | Villa Huidobro  |
| Futbol Club Villa Huidobro               | Villa Huidobro  |
| Club Atlético Talleres                   | Huinca Renancó  |
| Sporting Club Nelson Tomás Page          | Huinca Renancó  |
| Club Atlético Independiente de Ranqueles | Huinca Renancó  |
| Club Social y Deportivo Barrio Quirno    | Del Campillo    |
| Club Deportivo y Cultural Del Campillo   | Del Campillo    |
| Club Atlético y Cultural Villa Valeria   | Villa Valeria   |
| Club Atlético Nicolás Bruzone            | Nicolás Bruzone |
| Club Atlético y Cultural Mattaldi        | Mattaldi        |
| Recreativo Estrellas Fútbol Club         | Jovita          |
| Club Deportivo Moto Kart                 | Jovita          |
| Club Atlético 25 de Mayo                 | Italó           |

## Historia
La Liga del Departamento General Roca fue fundada el 30 de marzo de 1930 y tiene su sede en Huinca Renancó, en la calle 25 de mayo de 1060.
La competencia en Primera División superó en algunas ocasiones los límites departamentales y contó con la participación de clubes incluso de las provincias de Buenos Aires, La Pampa y San Luis, aunque en los últimos años, volvió a disputarse entre los tradicionales conjuntos locales. 
El primer torneo que se tiene registro corresponde a 1929, previo a la formalización de la entidad, fue ganado por 25 de Mayo de Italó; no se registran datos sobre si tras la fundación se disputó el torneo de 1930. El primer campeón conocido, en 1931, fue el Club Confraternidad Pacífico que era de la localidad de Huinca Renancó, una formación de origen ferroviario que duró unos pocos años y desapareció.
En sus comienzos predominaron los equipos del cono sur del departamento: los clubes de Huinca Renancó y Villa Huidobro fueron los animadores principales hasta los inicios de los 70’ cuando Estrellas Recreativas de Jovita irrumpió la hegemonía con un tetracampeonato (1970, 1971, 1972 -invicto-, 1973). Hasta ello, Nelson Tomas Page triunfó en 4 ocasiones, Talleres lo hizo en 5, Juventud Unida 4 veces y el Fútbol Club Villa sumaba una estrella al igual que Confraternidad Pacífico y Confraternidad Plus Ultra, equipos extintos en los años 30’. 
Es de destacar además la labor de Jorge Newbery de Buchardo, campeón en 3 ocasiones (en el año de su debut 1940, 1955 y en su última temporada en 1959), el Club Atlético Pincén (en 1965) y el Deportivo Jovita, ganador en su temporada estreno en 1960. El aviador buchardense se mudaría a la Liga de General Villegas entre 1960 y 1981 (disputó luego la 2003-04 donde fue subcampeón) y luego decantaría en la de Laboulaye en 1982, donde celebró 4 títulos ligueros más donde es fiel animador y se consagraría campeón del Interligas en 2024 (con un intervalo sin competir entre 2000/03 y la mencionada participación en Provincia de Buenos Aires). El celeste pincense, por su parte, también compitió en la Provincia de Buenos Aires en la Liga Cultural Deportiva con sede en Tres Lomas, hasta que un incendio el 21 de enero de 1967 devoró la sede social y desde entonces no participó en la máxima categoría en liga alguna. 
En los años subsiguientes triunfaron por duplicado nuevamente el Deportivo Jovita (1974 y 1975) y el FC Villa (1976 y 1977) e Independiente de Ranqueles y Cultural Mattaldi alcanzaron la gloria por primera vez en 1978 y 1981, respectivamente. Mattaldi volvió a estar de fiesta en 1983 y Jovita celebró de la mano de Estrellas Recreativas con el bicampeonato de 1984 y 1985 (campeón invicto), y en 1986 con el primer título del Deportivo Moto Kart, fusionado el año anterior.  
En la temporada 1979 celebró por primera vez un equipo foráneo, el Ferro Carril Oeste de Realicó que repetiría luego en la 1993 y 1997. Sportivo de la misma ciudad, triunfaría en 1994 y 1995. Cultural Los Ranqueles de Nueva Galia (San Luis) festejó en 1992. Jorge Newbery de Rancúl haría lo propio en 1991 y 1998 sumando 7 títulos para los pampeanos. El equipo ranculense se llevaría el trofeo a dos años del comienzo del nuevo siglo para La Pampa completando la octava y última presea ajena al departamento. 
Otros 2 clubes de otros departamentos que llegaron a ser partícipes del torneo fueron el Club Atlético Belgrano y el Club Atlético San Martin, ambos pertenecientes a la localidad de Vicuña Mackenna;aunque nunca lograron destacarse en el certamen.
Actualmente compiten en la Primera A de la  Liga Regional de Río Cuarto
A finales de los 90 llegó la primera estrella del Cultural Del Campillo cuando superó a Estrellas Recreativas en la final de 1999, luego de que los de Jovita triunfaran en 1996 y repitieran en el 2000, convirtiéndose en los máximos ganadores del certamen con 8 títulos hasta entonces. 
El nuevo milenio nos trajo al último tricampeón liguero: Deportivo Moto Kart se llevó el título 2003, y los dos torneos cortos de 2004, en el primer año donde comenzaron a contabilizarse de esa manera. A esa seguidilla gloriosa le sumó el bicampeonato de Campeonato Provincial de Clubes de Primera División (2003-04 y 2005), máximo e inédito galardón obtenido por los clubes ligueros. 
Desde el mismo año 2005, Estrellas Recreativas de Jovita ahora Recreativo Estrellas continuó la senda esplendorosa para afianzarse como el mejor equipo de la Liga. Obtuvo 9 torneos cortos más, 2 finales del año (2005 y 2007, última ocasión en que se disputó) y 6 subcampeonatos. El albo festejó por última vez en el Apertura 2023.
Nelson Tomas Page le sigue con 4 torneos cortos (el último es el Apertura 2019), Independiente de Ranqueles con 4 (Clausura 2008, Apertura 2010, Clausura 2012 y Apertura 2024) y el Club Atlético Talleres, por su parte, volvió a festejar en el Clausura 2015 tras 25 años.
Juventud Unida y el FC Villa sumaron 6 trofeos más para la cabecera departamental: Clausura 2005,Clausura 2006 y Apertura 2022 para la juve, Apertura 2016 para el Albinegro,el magnánimo Campeonato Provincial de Clubes de Primera División 2007 para la V azulada,ante el Sportivo Norte de Laboulaye por 2 a 0 en la ida en su cancha y  1 a 2 en la vuelta de visitante pero por ser favorecido por 3 a 2 en el global  se llevó la gloria,que arribó al tercer título de esta estirpe para la Liga y además el equipo del Barrio sur de Huidobro se adjudicó el Torneo Interligas de Fútbol en 2019 al superar al Cultural Del Campillo por 2 a 1 en el marcador global tras ganar 2 a 0 en su visita a Del Campillo y empatar 1 a 1 en la vuelta como local.
El Cultural de Villa Valeria soltó el grito de campeón primerizo en el Apertura 2006 y repitió en el Clausura 2018, con lo cual 11 de los 13 equipos participantes tienen estrellas en su haber. Cultural Mattaldi por su parte, alcanzó la gloria también por duplicado en torneos cortos con la consagración en el Apertura 2007 y el Clausura 2010.
Deportivo Moto Kart por su parte sumó a la gloriosa etapa 2003-05 los Clausura 2013 y Apertura 2017, mientras que Cultural Del Campillo logró 5 títulos cortos entre 2010 y 2019 (más 3 subcampeonatos ligueros y el subcampeonato del Interligas 2019) convirtiéndose en el mejor equipo y principal animador de la última década.
En el año 2022 comenzó a disputarse en la rama femenina, resultando campeón en la primera edición Municipalidad de Huinca Renancó.
En esta nueva década y tras el parate por Coronavirus, se consagraron Recreativo Estrellas, Juventud Unida, nuevamente Cultural Del Campillo, 25 de Mayo e Independiente de Ranqueles. El equipo albo de Jovita se alzó en el Clausura 2021 y el Apertura 2023 tras superar al Cultural Villa Valeria y 25 de Mayo de Italó respectivamente engrosando su palmarés. Por su parte, el otro animador de estos tiempos, el Cultural Del Campillo arribó a las dos finales de los torneos Apertura y Clausura 2022, alzándose en este último ante Nelson Tomás Page y siendo superado en el primero por la Juve de Villa Huidobro.
El Clausura 2023 marcó un hito histórico para el 25 de Mayo de Italó que se alzó victorioso por primera vez de manera oficial tras superar a Independiente de Ranqueles en tercer partido definitorio en Jovita desde los doce pasos, rompiendo una racha de numerosas derrotas en finales ligueras.
```
En 2024 por primera vez en su historia sería bicampeón Independiente de Ranqueles coronándose en el Torneo Apertura por 1-0 ante Cultural del Campillo y en el Torneo Clausura superando por un global de 2-0 a Juventud Unida de Villa Huidobro.
```

Para el Apertura 2025 el 25 de Mayo desistió de participar ya que no tenía comisión. Una vez más Independiente de Ranqueles logró la hazaña en la final por un global de 4-3 ante Talleres de su misma ciudad consagrandose tricampeón, hito que no sucedía desde la década de los 2000's cuando el Deportivo Moto Kart sumó 3 títulos al hilo entre 2003 y 2004.

## Certámenes que organiza
La LRFGR organiza los siguientes certámenes de Fútbol Masculino:
· Primera División
· Sub-20 (Cuarta división)
· Sub-15 (Quinta división)
· Sub-13 (Sexta división)
· Sub-11
·  Torneo Interligas de Primera División (en colaboración con la Liga de Laboulaye desde 2018)
Vale decir que los certámenes infantiles comenzaron a disputarse en 1984 con la creación de la Liguilla Infantil. Además que entre 2021 y 2024 hubo un cambio de categorías
• Sub-12
• Sub-14 (Sexta División)
• Sub-16 (Quinta División)
Pero ya en 2025 se volvió a la misma modalidad.
Organiza además en la rama femenina:
· Primera División

## Logros
Entre los logros más importantes se registra el del Seleccionado de Primera División que se consagró campeón del Provincial de Ligas organizado por la Federación Cordobesa de Fútbol en el año 2012 dirigido por Miguel Ángel Ayala. En la final se impuso a Río Tercero, ganó el juego de ida como local en Jovita y tras caer en la cancha de 9 de Julio se consagró en definición por penales.
A nivel clubes, el Deportivo Moto Kart de Jovita fue bicampeón provincial 2003-2004 y 2005 y Juventud Unida de Villa Huidobro levantó el mismo trofeo en el 2007. Además, el Seleccionado Sub-17 también fue campeón cordobés en 2008.
Por otra parte, en el año 2019 Juventud Unida de Villa Huidobro se alzó con la segunda edición del Torneo Interligas, también denominado Superliga, coorganizada por la Liga Regional General Roca y la Liga Regional de Laboulaye que cuenta con la participación de los 4 mejores equipos de cada una de ellas. En esta ocasión superó a Cultural Del Campillo por 2-0 en el global. Vale decir que el primero de los certámenes fue obtenido por el Club Estudiantes de General Levalle en 2018.

## Presidentes de la institución
A lo largo de los años han ejercido la presidencia:

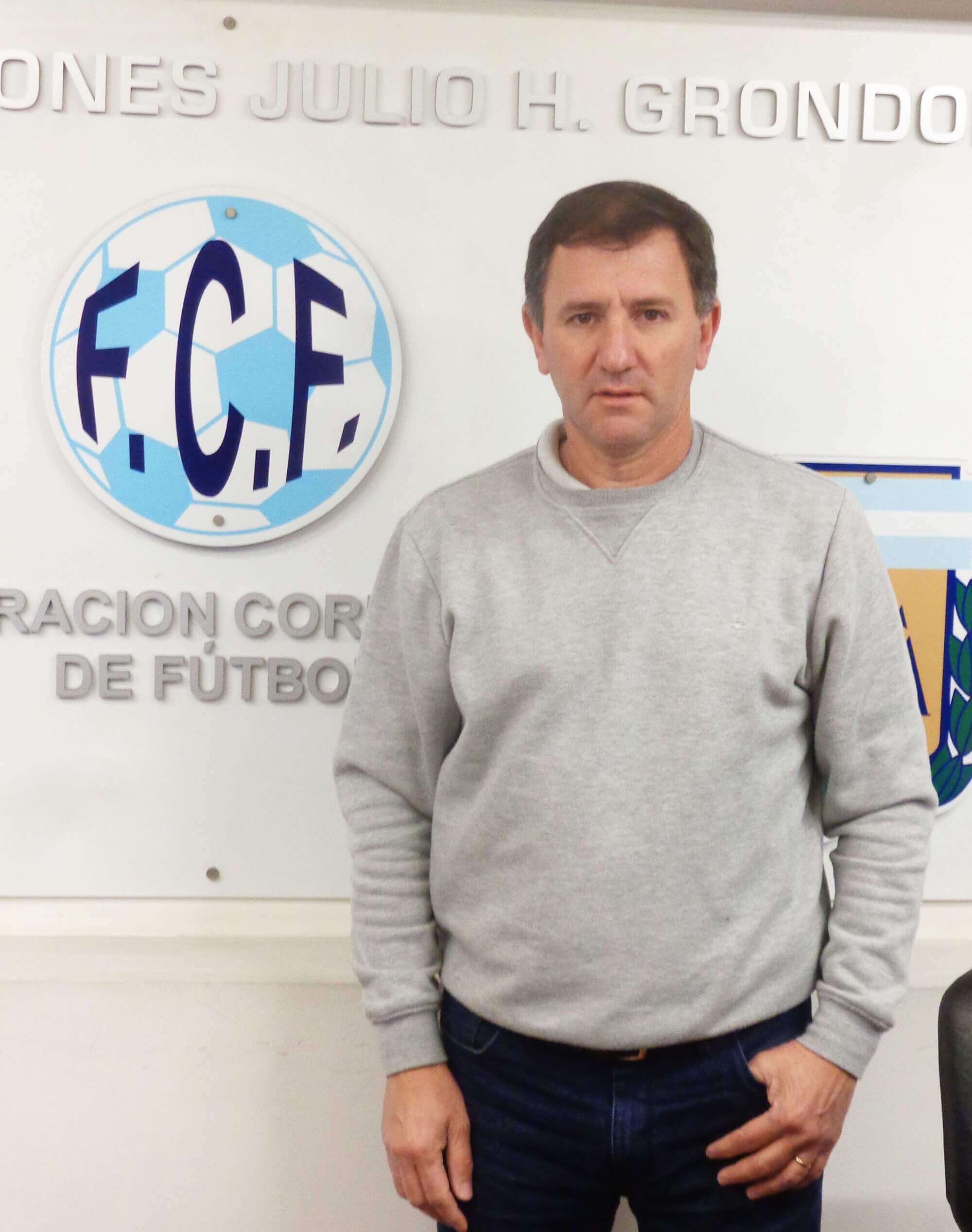
Juan José Puchetta, presidente en la actualidad.

· Cayetano de la Fuente
· Santos Calvo
· Celedonio Quiroga
· Alberto Gondra
· Juan Alesso
· Martín Canaves
· Honorio Maldonado
· Raúl Fernández
· Atilio Tondino
· Luis M. Martínez
· Juan Portentoso
· Wilfredo Cervio
· Ricardo Torrejón
· Omar Domingo Martini
· Juan José Puchetta -actual-

## Campeones por año
A continuación, se enumeran los torneos organizados y los vencedores año a año en la rama masculina. 
Vale decir que la mayor parte de los primeros certámenes se disputaban en formato anual; más cerca en el tiempo se definía el vencedor en el epílogo del año enfrentando a los dos campeones de los certámenes Apertura y Clausura en una final, mientras que desde 2004 se validan como oficiales ambos títulos sin contabilizar desde entonces el campeón anual, que por otra parte solo se disputó en 2005, 2006 y 2007.
| Año                                                                                             | Campeón | Subcampeón                                                                                                  |
| 1929                                                                                            | Club Atlético 25 de Mayo de Italó                                                                           | No hay datos                                                                                                |
| NOTA. Torneo no oficial. Fue desarrollado previo a la conformación del ente regional de fútbol. | | |
| 1930                                                                                            | No hay datos                                                                                                | No hay datos                                                                                                |
| 1931                                                                                            | Club Confraternidad Pacífico (1)                                                                            | No hay datos                                                                                                |
| 1932                                                                                            | Club Confraternidad Plus Ultra (1)                                                                          | Club Atlético 25 de Mayo de Italó                                                                           |
| 1933                                                                                            | No hay datos                                                                                                | No hay datos                                                                                                |
| 1934                                                                                            | No hay datos                                                                                                | No hay datos                                                                                                |
| 1935                                                                                            | No hay datos                                                                                                | No hay datos                                                                                                |
| 1936                                                                                            | Sporting Club Nelson Tomás Page de Huinca Renancó (1)                                                       | Club Sportivo y Recreativo Jorge Newbery de Buchardo                                                        |
| 1937                                                                                            | Fútbol Club Villa Huidobro (1)                                                                              | |
| 1938                                                                                            | Sporting Club Nelson Tomás Page de Huinca Renancó (2)                                                       | No hay datos                                                                                                |
| 1939                                                                                            | Sporting Club Nelson Tomás Page de Huinca Renancó (3)                                                       | Club Atlético Independiente de Ranqueles de Huinca Renancó                                                  |
| 1940                                                                                            | Club Sportivo y Recreativo Jorge Newbery de Buchardo (1)                                                    | No hay datos                                                                                                |
| 1941                                                                                            | No hay datos                                                                                                | No hay datos                                                                                                |
| 1942                                                                                            | No hay datos                                                                                                | No hay datos                                                                                                |
| 1943                                                                                            | No hay datos                                                                                                | No hay datos                                                                                                |
| 1944                                                                                            | No hay datos                                                                                                | No hay datos                                                                                                |
| 1945                                                                                            | No hay datos                                                                                                | No hay datos                                                                                                |
| 1946                                                                                            | No hay datos                                                                                                | No hay datos                                                                                                |
| 1947                                                                                            | No hay datos                                                                                                | No hay datos                                                                                                |
| 1948                                                                                            | No hay datos                                                                                                | No hay datos                                                                                                |
| 1949                                                                                            | Club Deportivo Juventud Unida de Villa Huidobro (1)                                                         | No hay datos                                                                                                |
| 1950                                                                                            | No hay datos                                                                                                | No hay datos                                                                                                |
| 1951                                                                                            | No hay datos                                                                                                | No hay datos                                                                                                |
| 1952                                                                                            | No hay datos                                                                                                | No hay datos                                                                                                |
| 1953                                                                                            | Fútbol Club Villa Huidobro (2)                                                                              | |
| 1954                                                                                            | Sporting Club Nelson Tomás Page de Huinca Renancó (4)                                                       | Club Atlético Talleres de Huinca Renancó                                                                    |
| 1955                                                                                            | Club Sportivo y Recreativo Jorge Newbery de Buchardo (2)                                                    | Sporting Club Nelson Tomás Page de Huinca Renancó                                                           |
| 1956                                                                                            | Fútbol Club Villa Huidobro (3)                                                                              | |
| 1957                                                                                            | Fútbol Club Villa Huidobro (4)                                                                              | |
| 1958                                                                                            | No hay datos                                                                                                | No hay datos                                                                                                |
| 1959                                                                                            | Club Sportivo y Recreativo Jorge Newbery de Buchardo (Zona A) (3) / Fútbol Club Villa Huidobro (Zona B) (5) | Club Sportivo y Recreativo Jorge Newbery de Buchardo (Zona A) (3) / Fútbol Club Villa Huidobro (Zona B) (5) |
| NOTA. El certamen se desdobló en dos zonas, y hubo por tanto, dos campeones.                    | | |
| 1960                                                                                            | Club Deportivo Jovita (1)                                                                                   | No hay datos                                                                                                |
| 1961                                                                                            | Club Atlético Talleres de Huinca Renancó (1)                                                                | No hay datos                                                                                                |
| 1962                                                                                            | Club Deportivo Juventud Unida de Villa Huidobro (2)                                                         | No hay datos                                                                                                |
| 1963                                                                                            | Club Deportivo Juventud Unida de Villa Huidobro (3)                                                         | No hay datos                                                                                                |
| 1964                                                                                            | Club Deportivo Juventud Unida de Villa Huidobro (4)                                                         | No hay datos                                                                                                |
| 1965                                                                                            | Club Atlético Pincén (1)                                                                                    | No hay datos                                                                                                |
| 1966                                                                                            | Club Atlético Talleres de Huinca Renancó (2)                                                                | No hay datos                                                                                                |
| 1967                                                                                            | Club Atlético Talleres de Huinca Renancó (3)                                                                | Club Deportivo Juventud Unida de Villa Huidobro                                                             |
| 1968                                                                                            | Club Atlético Talleres de Huinca Renancó (4)                                                                | Club Atlético 25 de Mayo de Italó                                                                           |
| 1969                                                                                            | Club Atlético Talleres de Huinca Renancó (5)                                                                | Estrellas Recreativas Fútbol Club de Jovita                                                                 |
| 1970                                                                                            | Estrellas Recreativas Fútbol Club de Jovita (1)                                                             | Club Atlético Talleres de Huinca Renancó                                                                    |
| 1971                                                                                            | Estrellas Recreativas Fútbol Club de Jovita (2)                                                             | Club Deportivo Jovita                                                                                       |
| 1972                                                                                            | Estrellas Recreativas Fútbol Club de Jovita (3)                                                             | Fútbol Club Villa Huidobro                                                                                  |
| 1973                                                                                            | Estrellas Recreativas Fútbol Club de Jovita (4)                                                             | Club Deportivo Jovita                                                                                       |
| 1974                                                                                            | Club Deportivo Jovita (2)                                                                                   | Club Atlético Independiente de Ranqueles de Huinca Renancó                                                  |
| 1975                                                                                            | Club Deportivo Jovita (3)                                                                                   | Estrellas Recreativas Fútbol Club de Jovita                                                                 |
| 1976                                                                                            | Fútbol Club Villa Huidobro (6)                                                                              | Estrellas Recreativas Fútbol Club de Jovita                                                                 |
| 1977                                                                                            | Fútbol Club Villa Huidobro (7)                                                                              | Club Atlético Independiente de Ranqueles de Huinca Renancó                                                  |
| 1978                                                                                            | Club Atlético Independiente de Ranqueles de Huinca Renancó (1)                                              | Club Atlético Ferro Carril Oeste de Realicó                                                                 |
| 1979                                                                                            | Club Atlético Ferro Carril Oeste de Realicó (1)                                                             | Club Atlético Talleres de Huinca Renancó                                                                    |
| 1980                                                                                            | Club Deportivo Juventud Unida de Villa Huidobro (5)                                                         | Club Atlético Jorge Newbery de Rancúl                                                                       |
| 1981                                                                                            | Club Atlético y Cultural Mattaldi (1)                                                                       | Club Deportivo Jovita                                                                                       |
| 1982                                                                                            | Club Deportivo Juventud Unida de Villa Huidobro (6)                                                         | Club Atlético Independiente de Ranqueles de Huinca Renancó                                                  |
| 1983                                                                                            | Club Atlético y Cultural Mattaldi (2)                                                                       | Club Deportivo Jovita                                                                                       |
| 1984                                                                                            | Estrellas Recreativas Fútbol Club de Jovita (5)                                                             | Club Atlético y Cultural Mattaldi                                                                           |
| 1985                                                                                            | Estrellas Recreativas Fútbol Club de Jovita (6)                                                             | Club Deportivo Juventud Unida de Villa Huidobro                                                             |
| 1986                                                                                            | Club Deportivo Moto Kart de Jovita (1)                                                                      | Club Atlético y Cultural Mattaldi                                                                           |
| 1987                                                                                            | Club Atlético Talleres de Huinca Renancó (6)                                                                | Club Deportivo Moto Kart de Jovita                                                                          |
| 1988                                                                                            | Sporting Club Nelson Tomás Page de Huinca Renancó (5)                                                       | Club Deportivo Moto Kart de Jovita                                                                          |
| 1989                                                                                            | Club Atlético y Cultural Mattaldi (3)                                                                       | Sporting Club Nelson Tomás Page de Huinca Renancó                                                           |
| 1990                                                                                            | Club Atlético Talleres de Huinca Renancó (7)                                                                | Club Deportivo y Cultural Del Campillo                                                                      |
| 1991                                                                                            | Club Atlético Jorge Newbery de Rancúl (1)                                                                   | Club Atlético Talleres de Huinca Renancó                                                                    |
| 1992                                                                                            | Club Cultural Los Ranqueles de Nueva Galia (1)                                                              | Club Deportivo Moto Kart de Jovita                                                                          |
| 1993                                                                                            | Club Atlético Ferro Carril Oeste de Realicó (2)                                                             | Club Deportivo Moto Kart de Jovita                                                                          |
| 1994                                                                                            | Club Sportivo Realicó (1)                                                                                   | Club Atlético Ferro Carril Oeste de Realicó                                                                 |
| 1995                                                                                            | Club Sportivo Realicó (2)                                                                                   | Estrellas Recreativas Fútbol Club de Jovita                                                                 |
| 1996                                                                                            | Estrellas Recreativas Fútbol Club de Jovita (7)                                                             | Fútbol Club Villa Huidobro                                                                                  |
| 1997                                                                                            | Club Atlético Ferro Carril Oeste de Realicó (3)                                                             | Club Deportivo Moto Kart de Jovita                                                                          |
| 1998                                                                                            | Club Atlético Jorge Newbery de Rancúl (2)                                                                   | Club Agrario Argentino de Parera                                                                            |
| 1999                                                                                            | Club Deportivo y Cultural Del Campillo (1)                                                                  | Estrellas Recreativas Fútbol Club de Jovita                                                                 |
| 2000                                                                                            | Estrellas Recreativas Fútbol Club de Jovita (8)                                                             | Sporting Club Nelson Tomás Page de Huinca Renancó                                                           |
| 2001                                                                                            | Club Deportivo y Cultural Del Campillo (2)                                                                  | Club Deportivo Juventud Unida de Villa Huidobro                                                             |
| 2002                                                                                            | Fútbol Club Villa Huidobro (8)                                                                              | Club Atlético y Cultural Mattaldi                                                                           |
| 2003                                                                                            | Club Deportivo Moto Kart de Jovita (2)                                                                      | Club Deportivo Juventud Unida de Villa Huidobro                                                             |
| 2004 Apertura                                                                                   | Club Deportivo Moto Kart de Jovita (3)                                                                      | Fútbol Club Villa Huidobro                                                                                  |
| 2004 Clausura                                                                                   | Club Deportivo Moto Kart de Jovita (4)                                                                      | Recreativo Estrellas Fútbol Club de Jovita                                                                  |
| 2004 Final Anual                                                                                | No se disputó.                                                                                              | No se disputó.                                                                                              |
| 2005 Apertura                                                                                   | Recreativo Estrellas Fútbol Club de Jovita (9)                                                              | Club Deportivo Moto Kart de Jovita                                                                          |
| 2005 Clausura                                                                                   | Club Deportivo Juventud Unida de Villa Huidobro (7)                                                         | Club Deportivo Moto Kart de Jovita                                                                          |
| 2005 Final Anual                                                                                | Recreativo Estrellas Fútbol Club de Jovita *                                                                | Club Deportivo Juventud Unida de Villa Huidobro                                                             |
| 2006 Apertura                                                                                   | Club Atlético y Cultural Villa Valeria (1)                                                                  | Club Atlético y Cultural Mattaldi                                                                           |
| 2006 Clausura                                                                                   | Club Deportivo Juventud Unida (8)                                                                           | Recreativo Estrellas Fútbol Club de Jovita                                                                  |
| 2006 Final Anual                                                                                | Club Deportivo Juventud Unida de Villa Huidobro *                                                           | Club Atlético y Cultural Villa Valeria                                                                      |
| 2007 Apertura                                                                                   | Club Atlético y Cultural Mattaldi (4)                                                                       | Recreativo Estrellas Fútbol Club de Jovita                                                                  |
| 2007 Clausura                                                                                   | Recreativo Estrellas Fútbol Club de Jovita (10)                                                             | ¿? |
| 2007 Final Anual                                                                                | Recreativo Estrellas Fútbol Club de Jovita *                                                                | Club Atlético y Cultural Mattaldi                                                                           |
| 2008 Apertura                                                                                   | Sporting Club Nelson Tomás Page de Huinca Renancó (6)                                                       | Recreativo Estrellas Fútbol Club de Jovita                                                                  |
| 2008 Clausura                                                                                   | Club Atlético Independiente de Ranqueles de Huinca Renancó (2)                                              | Club Atlético y Cultural Villa Valeria                                                                      |
| 2009 Apertura                                                                                   | Recreativo Estrellas Fútbol Club de Jovita (11)                                                             | Fútbol Club Villa Huidobro                                                                                  |
| 2009 Clausura                                                                                   | Recreativo Estrellas Fútbol Club de Jovita (12)                                                             | Club Atlético Independiente de Ranqueles de Huinca Renancó                                                  |
| 2010 Apertura                                                                                   | Club Atlético Independiente de Ranqueles de Huinca Renancó (3)                                              | Club Deportivo Moto Kart de Jovita                                                                          |
| 2010 Clausura                                                                                   | Club Atlético y Cultural Mattaldi (5)                                                                       | Club Deportivo y Cultural Del Campillo                                                                      |
| 2011 Apertura                                                                                   | Recreativo Estrellas Fútbol Club de Jovita (13)                                                             | Club Deportivo y Cultural Del Campillo                                                                      |
| 2011 Clausura                                                                                   | Club Deportivo y Cultural Del Campillo (3)                                                                  | Club Deportivo Moto Kart de Jovita                                                                          |
| 2012 Apertura                                                                                   | Recreativo Estrellas Fútbol Club de Jovita (14)                                                             | Club Deportivo Moto Kart de Jovita                                                                          |
| 2012 Clausura                                                                                   | Club Atlético Independiente de Ranqueles de Huinca Renancó (4)                                              | Recreativo Estrellas Fútbol Club de Jovita                                                                  |
| 2013 Apertura                                                                                   | Sporting Club Nelson Tomás Page de Huinca Renancó (7)                                                       | Fútbol Club Villa Huidobro                                                                                  |
| 2013 Clausura                                                                                   | Club Deportivo Moto Kart de Jovita (5)                                                                      | Recreativo Estrellas Fútbol Club de Jovita                                                                  |
| 2014 Apertura                                                                                   | Sporting Club Nelson Tomás Page de Huinca Renancó (8)                                                       | Club Deportivo Moto Kart de Jovita                                                                          |
| 2014 Clausura                                                                                   | Recreativo Estrellas Fútbol Club de Jovita (15)                                                             | Club Atlético 25 de Mayo de Italó                                                                           |
| 2015 Apertura                                                                                   | Recreativo Estrellas Fútbol Club de Jovita (16)                                                             | Club Atlético 25 de Mayo de Italó                                                                           |
| 2015 Clausura                                                                                   | Club Atlético Talleres de Huinca Renancó (8)                                                                | Sporting Club Nelson Tomás Page de Huinca Renancó                                                           |
| 2016 Apertura                                                                                   | Fútbol Club Villa Huidobro (9)                                                                              | Club Atlético 25 de Mayo de Italó                                                                           |
| 2016 Clausura                                                                                   | Club Deportivo y Cultural Del Campillo (4)                                                                  | Club Deportivo Moto Kart de Jovita                                                                          |
| 2017 Apertura                                                                                   | Club Deportivo Moto Kart de Jovita (6)                                                                      | Club Deportivo y Cultural Del Campillo                                                                      |
| 2017 Clausura                                                                                   | Club Deportivo y Cultural Del Campillo (5)                                                                  | Club Deportivo Moto Kart de Jovita                                                                          |
| 2018 Apertura                                                                                   | Club Deportivo y Cultural Del Campillo (6)                                                                  | Club Deportivo Juventud Unida de Villa Huidobro                                                             |
| 2018 Clausura                                                                                   | Club Atlético y Cultural Villa Valeria (2)                                                                  | Recreativo Estrellas Fútbol Club de Jovita                                                                  |
| 2019 Apertura                                                                                   | Sporting Club Nelson Tomás Page de Huinca Renancó (9)                                                       | Club Deportivo Juventud Unida de Villa Huidobro                                                             |
| 2019 Clausura                                                                                   | Club Deportivo y Cultural Del Campillo (7)                                                                  | Club Atlético 25 de Mayo de Italó                                                                           |
| 2020 Apertura                                                                                   | Suspendido por pandemia COVID-19                                                                            | Suspendido por pandemia COVID-19                                                                            |
| 2020 Clausura                                                                                   | No se disputó por pandemia COVID-19                                                                         | No se disputó por pandemia COVID-19                                                                         |
| 2021 Apertura                                                                                   | No se disputó por pandemia COVID-19                                                                         | No se disputó por pandemia COVID-19                                                                         |
| 2021 Clausura                                                                                   | Recreativo Estrellas Fútbol Club de Jovita (17)                                                             | Club Atlético y Cultural Villa Valeria                                                                      |
| 2022 Apertura                                                                                   | Club Deportivo Juventud Unida de Villa Huidobro (9)                                                         | Club Deportivo y Cultural Del Campillo                                                                      |
| 2022 Clausura                                                                                   | Club Deportivo y Cultural Del Campillo (8)                                                                  | Sporting Club Nelson Tomás Page de Huinca Renancó                                                           |
| 2023 Apertura                                                                                   | Recreativo Estrellas Fútbol Club de Jovita (18)                                                             | Club Atlético 25 de Mayo de Italó                                                                           |
| 2023 Clausura                                                                                   | Club Atlético 25 de Mayo de Italó (1)                                                                       | Club Atlético Independiente de Ranqueles de Huinca Renancó                                                  |
| 2024 Apertura                                                                                   | Club Atlético Independiente de Ranqueles de Huinca Renancó (5)                                              | Club Deportivo y Cultural Del Campillo                                                                      |
| 2024 Clausura                                                                                   | Club Atlético Independiente de Ranqueles de Huinca Renancó (6)                                              | Club Deportivo Juventud Unida de Villa Huidobro                                                             |
| 2025 Apertura                                                                                   | Club Atlético Independiente de Ranqueles de Huinca Renancó (7)                                              | Club Atlético Talleres de Huinca Renancó                                                                    |
| 2025 Clausura                                                                                   | En disputa                                                                                                  | |
| Estadísticas actualizadas hasta el Torneo Apertura 2025, 22 de junio de 2025.                   | | |

## Palmarés
| Club                                                 | Títulos |
| Recreativo Estrellas F. C.                           | 18      |
| Club Deportivo Moto Kart                             | 9       |
| Sporting Club Nelson Tomás Page                      | 9       |
| Fútbol Club Villa Huidobro                           | 9       |
| Club Deportivo Juventud Unida                        | 9       |
| Club Atlético Talleres de Huinca Renancó             | 8       |
| Club Deportivo y Cultural Del Campillo               | 8       |
| Club Atlético Independiente de Ranqueles             | 7       |
| Club Atlético y Cultural Mattaldi                    | 5       |
| Club Deportivo Jovita                                | 3       |
| Club Atlético Ferro Carril Oeste de Realicó          | 3       |
| Club Sportivo y Recreativo Jorge Newbery de Buchardo | 3       |
| Club Atlético Jorge Newbery de Rancúl                | 2       |
| Club Sportivo Realicó                                | 2       |
| Club Atlético y Cultural Villa Valeria               | 2       |
| Club Atlético 25 de Mayo de Italó                    | 1       |
| Club Cultural Los Ranqueles de Nueva Galia           | 1       |
| Club Atlético Pincén                                 | 1       |
| Club Confraternidad Plus Ultra                       | 1       |
| Club Confraternidad Pacífico                         | 1       |

En cursiva los equipos que ya han desaparecido o bien no participan más del certamen.
No se contabilizan en este palmarés las finales anuales 2005, 2006 y 2007.
- Cabe aclarar que el Recreativo Estrellas ganó los torneos de 1970,1971,1972,1973,1984,1985,1996 y 2000 bajo el nombre de Estrellas Recreativas hasta que en diciembre de 2004 se fusionó con el Club Recreativo Jovita bajo el nombre de Recreativo Estrellas tal y como lo conocemos hoy en día.

- Cabe aclarar que el Deportivo Motokart ganó los torneos de 1960,1974 y 1975 bajo el nombre de Club Deportivo Jovita hasta que el 3 de febrero de 1985 se fusionó con el Motokart Club Jovita bajo el nombre de Club Deportivo Motokart Jovita tal y como lo conocemos hoy en día.

- El Club Atlético 25 de Mayo de Italó obtuvo el campeonato de 1929, pero al ser No oficial no está contabilizado en esta tabla.

## Torneo Interligas
Hacia finales de 2017 tomó forma la idea de disputar un Torneo Interligas entre equipos de la Liga General Roca y la Liga Regional de Laboulaye. La misma fue coorganizada por ambas instituciones e incluyó a los 4 mejores equipos de la tabla clasificatoria de cada una, llevándose a cabo a la fecha, 3 ediciones. Es conocida también como Superliga. 
En el año 2018 se disputó la primera Copa con la participación por la Liga Roca de Juventud Unida, Deportivo Moto Kart, Nelson Tomás Page y Talleres y por la Liga de Laboulaye, Estudiantes, Sportivo Norte, Deportivo y Cultural Serrano e Independencia. Estudiantes de General Levalle se consagró vencedor tras superar a Independencia de la misma localidad en definición por penales por 4-2 tras igualar en dos en las finales.
Durante 2019 participaron por la Liga Roca Juventud Unida, Cultural Villa Valeria, Cultural Del Campillo y Cultural Mattaldi y por la Liga de Laboulaye, Estudiantes de General Levalle, Social y Deportivo Melo, Huracán de Laboulaye y San Martin de Laboulaye. Esta vez el ganador fue un equipo de la Liga más austral con el festejo de Juventud Unida de Villa Huidobro tras vencer a Cultural Del Campillo en global de 2-0.
Tras el receso obligado por la pandemia del Coronavirus, se retomó su disputa en 2022. Por la Liga Roca participaron Juventud Unida, Independiente de Ranqueles, Cultural Del Campillo y Social Barrio Quirno y por la Liga de Laboulaye, Estudiantes, Independencia, Central Córdoba y Deportivo y Cultural Serrano. En esta tercera edición el vencedor fue Central Córdoba de Laboulaye quien superó a Independiente de Ranqueles por 3-1 en el marcador global. Cabe aclarar que esta edición fue la primera con finalista de ambas ligas. 
La edición de 2023 despertó polémica por el retiro conjunto de los dos representantes ligueros de la competencia. El Club Huracán de Laboulaye realizó el reclamo de puntos por mala inclusión de dos jugadores de Recreativo Estrellas de Jovita en el cruce de cuartos de final. El fallo le dio la razón al “globo” con la victoria 1 a 0, por lo que la serie quedó igualada 3 a 3. Esto requería disputar un desempate entre los mencionados equipos pero los jovitenses optaron por culminar la disputa acompañados por Independiente de Ranqueles, el otro equipo que permanecía en camino, por lo cual el torneo regional terminó disputándose entre representantes de la Liga de Laboulaye.
El arroyo de Laboulaye finalmente se consagró campeón al superar al Deportivo y Cultural Serrano en el duelo definitorio.
La 2024 fue una edición que también desató la polémica por la disputa de partidos en plena lluvia y por la Semifinal entre Jorge Newbery de Buchardo y Recreativo Estrellas de Jovita donde Mario Quiroga -representante de este último equipo- agrede al árbitro y el partido se debió suspender cuando promediaba el segundo tiempo. Finalmente, el elenco de Jovita fue sancionado y se dio por terminado el encuentro a pesar de que quedaban minutos por disputarse. 
Cabe señalar que además del equipo albo la Liga tuvo como representantes a Nelson Tomás Page, Talleres, y Cultural Del Campillo, mientras que por la Liga de Laboulaye se hicieron presentes el Deportivo y Cultural Serrano, La Lonja, Jorge Newbery de Buchardo y Social Melo.
La gran final se dio entre Jorge Newbery de Buchardo y Cultural del Campillo que volvió a esa instancia luego del subcampeonato de 2019. Luego del empate global de 1-1 los de Buchardo se impondrían en los penales quedándose con la quinta edición de la Copa Interligas. 
A continuación, se enumeran los vencedores año a año: 
| AÑO  | CAMPEON                              | SUBCAMPEON                                      |
| 2018 | Estudiantes de General Levalle (1)   | Deportivo Club Independencia de General Levalle |
| 2019 | Juventud Unida de Villa Huidobro (1) | Deportivo y Cultural Del Campillo               |
| 2022 | Central Córdoba de Laboulaye (1)     | Independiente de Ranqueles                      |
| 2023 | Central Córdoba de Laboulaye (2)     | Deportivo y Cultural Serrano                    |
| 2024 | Jorge Newbery de Buchardo (1)        | Deportivo y Cultural Del Campillo               |

A continuación el detalle por Liga:
| Liga Regional General Roca | Liga Regional de Laboulaye         |
| -------------------------- | ---------------------------------- |
| 1                          | 4                                  |
| Juventud Unida VH (1)      | Central Córdoba de Laboulaye (2)   |
|                            | Estudiantes de General Levalle (1) |
|                            | Jorge Newbery de Buchardo (1)      |

## Fútbol femenino
Tras una ardua tarea a mediados de 2022 comenzó a disputarse el certamen de Fútbol Femenino en el ámbito de la Liga Regional General Roca. El torneo inaugural contó con la participación de 8 equipos que presentaron planteles de Primera División y se denominó Primer Campeonato De Fútbol Femenino 2022 "Delfina Leal", en honor a la jugadora oriunda de Huinca Renancó, que se desempeñaba entonces en Estudiantes de Río Cuarto.
Los equipos participantes en el primer certamen. 
| Equipo                                 | Localidad       |
| Club Deportivo Juventud Unida          | Villa Huidobro  |
| Municipalidad de Huinca Renancó        | Huinca Renancó  |
| Club Social y Deportivo Barrio Quirno  | Del Campillo    |
| Club Deportivo y Cultural Del Campillo | Del Campillo    |
| Club Atlético y Cultural Mattaldi      | Mattaldi        |
| Club Atlético Nicolás Bruzone          | Nicolás Bruzone |
| Recreativo Estrellas Fútbol Club       | Jovita          |
| Club Deportivo Moto Kart               | Jovita          |

En la primera edición se consagró campeón el selectivo de Municipalidad de Huinca Renancó tras superar 4-1 en el global al Club Atlético Nicolás Bruzone. El certamen tuvo una duración anual con una fase inicial y una eliminatoria final con los seis mejores posicionados. 
Luego de finalizar terceras en la tabla general, las panteras de la Muni golearon 6-0 a Moto Kart en el Reducido y clasificaron a semifinales. En semis, se enfrentaron a las primeras clasificadas, Juventud Unida, y vencieron por 1-0. 
En la primera final, golearon 4-1 a Nicolás Bruzone, resultado que les permitió consagrarse campeonas después de empatar 1-1 en la segunda final.
En el año 2023 se sumaron a la competencia dos equipos de Huinca Renancó: el Club Atlético Talleres y el Club Social y Deportivo El Ceibo, reemplazando al campeón vigente. También se incorporó 25 de Mayo de Italó. De esta manera el certamen contó con 9 plazas, ya que Cultural Mattaldi decide no participar. Durante este año se comenzaron a disputar dos certámenes cortos durante el año calendario en formato todos contra todos a una rueda más una rueda final con los seis mejores posicionados.
El campeón del Apertura fue El Ceibo que se impuso por penales 3 a 2 a Juventud Unida de Villa Huidobro .
En el Torneo Clausura de ese año se sumó el Fútbol Club Villa Huidobro. Las vencedoras fueron nuevamente las panteras de El Ceibo tras batir por 1 a 0 en resultado global al Cultural Del Campillo.
Ya en el Apertura 2024, Recreativo Estrellas decidió no participar y una vez más, las campeonas fueron las chicas de El Ceibo derrotando al Cultural Del Campillo nuevamente, aunque en esta ocasión por penales.
Para el Clausura 2024 el que no participó fueron las tricampeonas de El Ceibo por cuestiones económicas, mientras que El Villa lo hizo con dos equipos: Fútbol Club Villa Huidobro (Blanco) y Fútbol Club Villa Huidobro (Negro).
El torneo fue conquistado por el Atlético Nicolás Bruzone venciendo por penales al Fútbol Club Villa Huidobro (Blanco).
El Apertura 2025 teuvo la misma cantidad de equipos ya que Talleres y el Cultural del Campillo desistieron de participar pero se sumaron el Boching Club de Villa Huidobro y Club Deportivo Hureco de Huinca Renancó. Resultando campeonas las chicas de Hureco ganando la final por un global de 6-2.

## Campeones por año
A continuación, se enumeran los vencedores año a año en la rama femenina. 
| AÑO                                                                          | CAMPEON                                                | SUBCAMPEON                                      | EQUIPOS PARTICIPANTES |
| 2022                                                                         | Municipalidad de Huinca Renancó (1)                    | Club Atlético Nicolás Bruzone                   | 8                     |
| 2023 Apertura                                                                | Club Social y Deportivo El Ceibo de Huinca Renancó (1) | Club Deportivo Juventud Unida de Villa Huidobro | 9                     |
| 2023 Clausura                                                                | Club Social y Deportivo El Ceibo de Huinca Renancó (2) | Club Deportivo y Cultural Del Campillo          | 9                     |
| 2024 Apertura                                                                | Club Social y Deportivo El Ceibo de Huinca Renancó (3) | Club Deportivo y Cultural Del Campillo          | 8                     |
| 2024 Clausura                                                                | Club Atlético Nicolás Bruzone (1)                      | Fútbol Club Villa Huidobro (Blanco)             | 8                     |
| 2025 Apertura                                                                | Club Deportivo Hureco de Huinca Renancó (1)            | Club Deportivo Moto Kart de Jovita              | 8                     |
| 2025 Clausura                                                                | En disputa                                             |                                                 | 7                     |
| Estadísticas actualizadas hasta el Torneo Apertura 2025, 6 de julio de 2025. |                                                        |                                                 |                       |

## Palmarés
| Club                                               | Títulos |
| Club Social y Deportivo El Ceibo de Huinca Renancó | 3       |
| Municipalidad de Huinca Renancó                    | 1       |
| Atlético Nicolás Bruzone                           | 1       |

## Logros
En marzo de 2024 El Ceibo, equipo por entonces bicampeón de la Liga, participó de la Copa de Campeones del Sur de Córdoba disputada en Río Cuarto. Allí se impusieron en el duelo final ante Universidad Nacional de Río Cuarto por uno a cero y obtuvieron la Copa Rosana Aguirre. 
Es de destacar semejante hazaña ya que no solo se midió ante rivales con mayor trayectoria en la disciplina sino que lo hizo en cancha de 11, cuando la Liga Roca disputa el certamen en cancha de 9.